# Grandvaux (Vaud)
Grandvaux es una localidad y antigua comuna suiza del cantón de Vaud, situada en el distrito de Lavaux-Oron.

## Geografía
Grandvaux se encuentra a orillas del lago Lemán en la región de Lavaux, área declarada Patrimonio de la Humanidad por la Unesco. La antigua comuna limitaba al norte con la comuna de Forel (Lavaux), al este con Cully, al sur con Meillerie (FR-74), y al oeste con Villette (Lavaux).

## Historia
En 2007 fue relanzado un proyecto de fusión con las comunas de Cully, Epesses, Riex y Villette (Lavaux), el proyecto de fusión había sido refutado en las urnas el 25 de febrero de 2005. Hasta el 31 de diciembre de 2007 la comuna hizo parte del distrito de Lavaux, en el círculo de Cully.
La votación para el proyecto de fusión se llevó a cabo el 17 de mayo de 2009 y fue validado por todas las comunas. La nueva entidad se llama Bourg-en-Lavaux y fue oficialmente creada en julio de 2011.

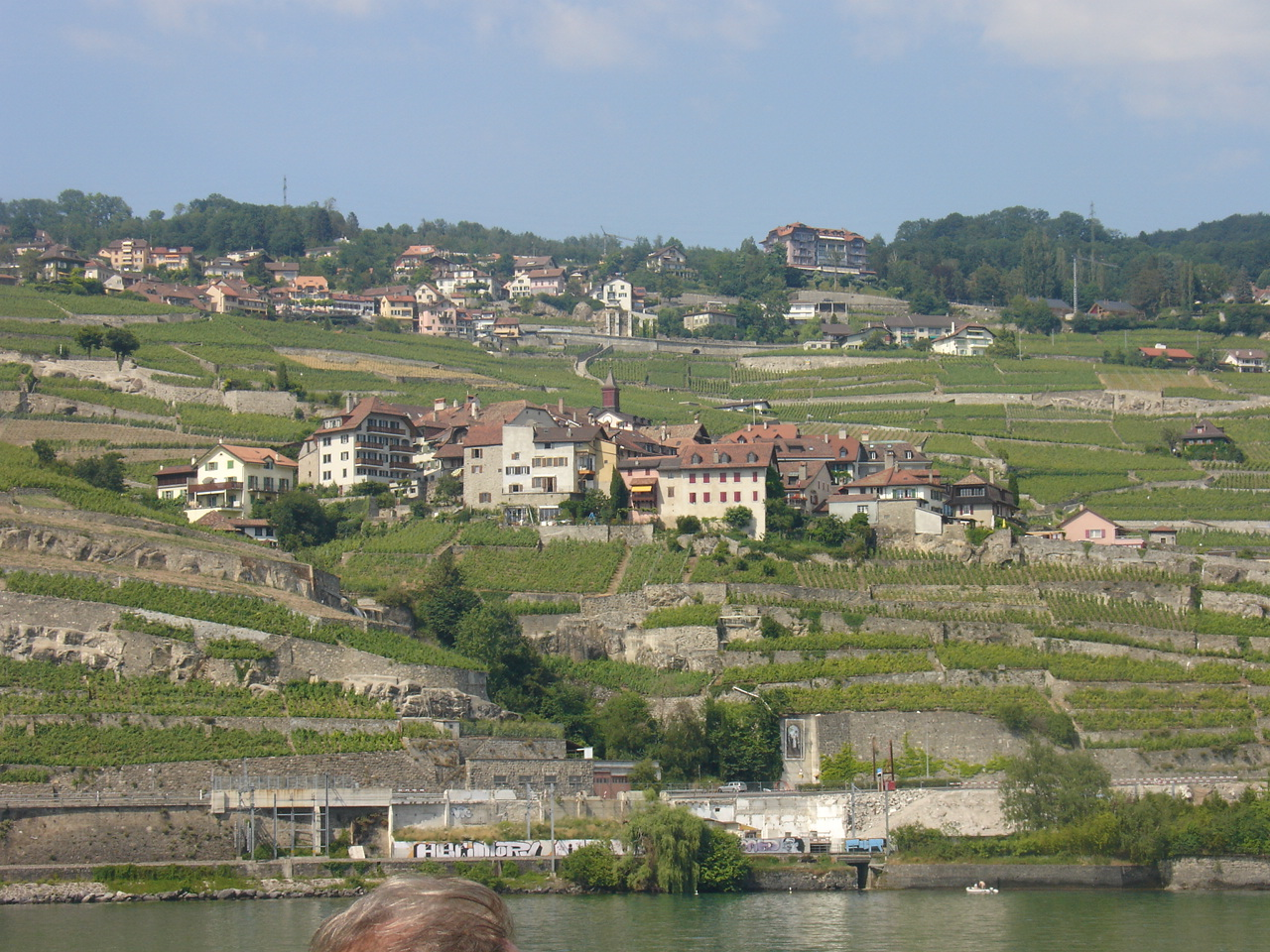
Vista de Grandvaux.